# Саариселькя
Са́ариселькя (фин. Saariselkä от saari — «остров» и selkä — «хребет», северносаам. Suoločielgi, инари-саам. Suáluičielgi) — населённый пункт в северной Финляндии (входит в состав общины Инари провинции Лапландия), популярный туристический центр.
Название Саариселькя также применяют по отношению к обширной области горной тундры, расположенной в лапландских общинах Финляндии Инари, Савукоски и Соданкюля.
Встречается также написание Саариселкя.

## Географическая информация
Населённый пункт Саариселькя находится примерно в 260 километрах к северу от Рованиеми и 30 километрах к югу от Ивало, на территории национального парка Урхо Кекконен, рядом с его западной границей. Населённый пункт окружён сопками, наиболее известная из них — Кауниспяя (фин. Kaunispää, дословно — «красивая вершина») высотой 438 метров.

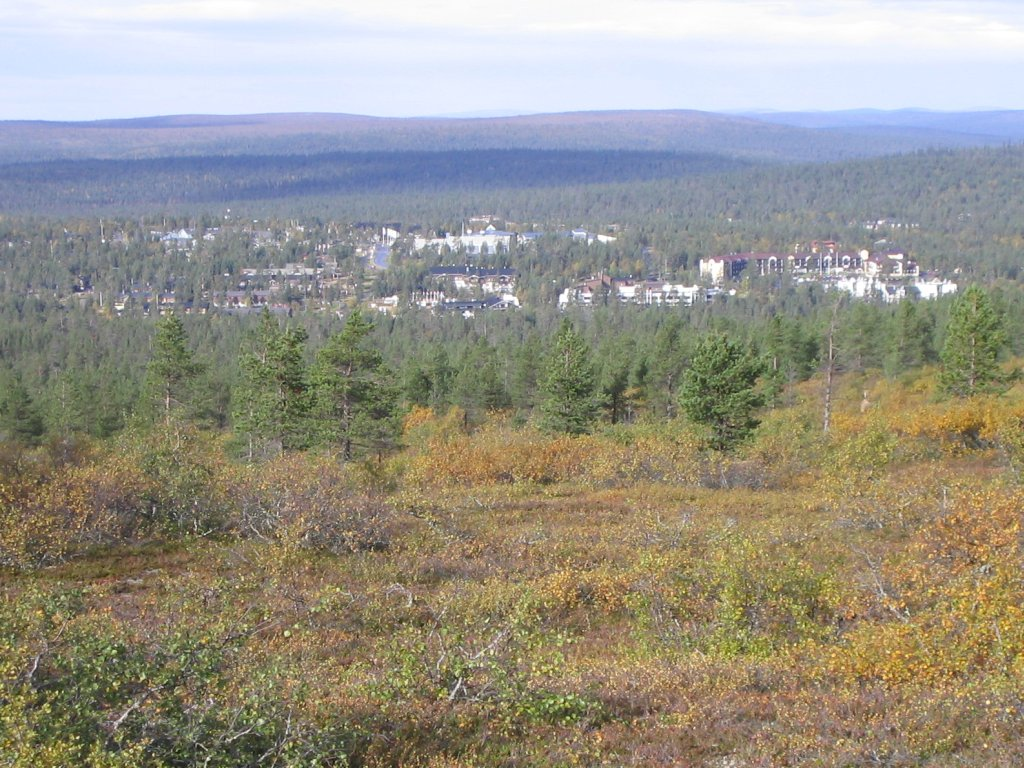
Вид на Саариселькя с сопки Ийсаккипяя

## История
Со второй половины XIX века в районе Саариселькя добывают золото. Первое золото было найдено в 1865 году. Самый большой самородок был найден в этом районе в 1935 года — его масса составила 393 грамма.
В нескольких километрах к северу от Саариселькя находится так называемый «магнитный холм» — крутой участок дороги, которая в 1930-е—1940-е года была стратегически очень важной с точки зрения снабжения региона Петсамо. Это место было аварийно очень опасным, нередко у грузовиков глохли моторы; считалось, что это происходит из-за имеющейся в холме магнитной руды; однако в действительности это было в большей степени связано с маломощностью автомобильных моторов и крутизной подъёма. После Второй мировой войны этот участок шоссе был сделан более пологим. Сейчас рядом с этим участков шоссе находится посвящённый магнитному холму памятник.
В конце октября — начале ноября 1944 году в ходе Лапландской войны в районе Саариселькя шли бои между наступающими с юга финскими войсками под командованием Ялмара Сииласвуо и отступающей в сторону Норвегии германской армией под командованием Лотара Рендулича.

## Туризм

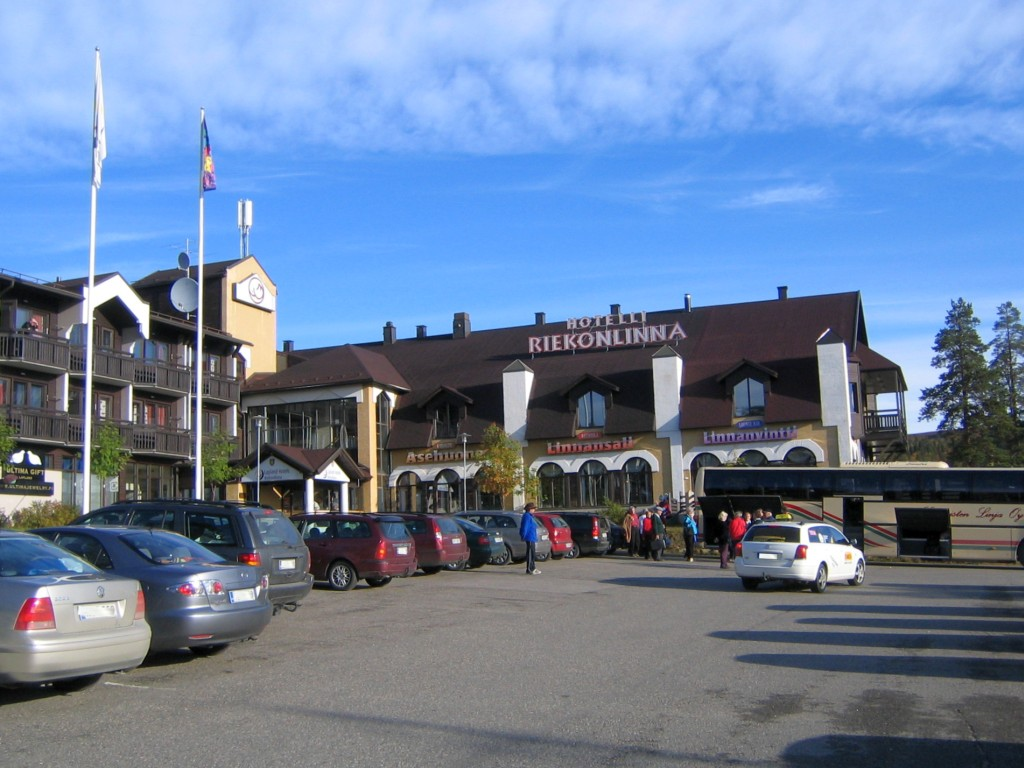
Отель Риеконлинна (Riekonlinna), один из нескольких отелей в Саариселькя

Саариселькя — крупный туристический комплекс с общим числом спальных мест около 13,5 тысяч (2010). В его состав входят несколько отелей и ресторанов, бизнес-центр Siula, а также два супермаркета, магазины (в том числе магазин Alko), банкоматы, автозаправочная станция, пункты информации и почта. Все гостиницы, рестораны и другие сооружения, будучи сконцентрированными на ограниченном участке, находятся в зоне пешеходной доступности; это сделано для того, чтобы минимизировать автомобильное движение. В Саариселькя также расположены часовня Святого Павла и станция спасения общины Инари.
В Саарисельке очень много коттеджей, парных домов и апартаментов для отдыха. Арендой коттеджей и апартаментов занимается центральный офис бронирования в Саарисельке - компания North Village (недоступная ссылка — история)..
Саариселькя ориентируется на оказание услуг по организации лыжных и пеших прогулок и походов, рядом с гостиницами находится также и горнолыжный центр. Лыжный сезон в Саариселькя длится с октября по май. По окрестностям курорта прокладывается около 180 километров лыжни, при этом 34 километра освещены. В летнее время организуются пешие походы.
Саариселькя — это также крупный спа-центр.
Летом значительная часть туристов останавливается здесь на одну ночь, следуя с автобусными экскурсиями в сторону Норвегии (обычно через Карасйок) или обратно.
В Саариселькя издаются две бесплатные газеты, ориентированные на туристов, — Saariselkä Nyt! («Саариселькя сейчас») и Saariselän Sanomat («Известия Саариселькя»).

## Саариселькя как центр европейских встреч
Саариселькя — место проведения неформальных встреч руководителей Финляндии и должностных лиц из других стран. Первое подобное крупное мероприятие прошло в 2010 году, когда министр иностранных дел Александр Стубб пригласил сюда своих европейских коллег. В марте 2011 года в Саариселькя должна была пройти неформальная встреча министров иностранных дел Европейского союза, однако в последний момент встречал была отменена в связи с тяжёлой ситуацией в Японии и Ливии. 23—25 марта 2012 года здесь прошла международная встреча по вопросам европейской экономики с участием премьер-министра Финляндия Юрки Катайнена, министра Александра Стубба, генерального директора ВТО Паскаля Лами и еврокомиссара по финансам Олли Рена.